# Orde de les dones maçones
L'orde de les Dones maçones (en anglès: Order of Women Freemasons) és una organització fraternal amb seu al Regne Unit i el major dels dos cossos maçònics britànics només per a dones.

## Història
L'orde va ser fundat el 1908 com l'Honorable Fraternitat de Maçons Antics, i estava format per un petit grup d'homes i dones que estaven separats del moviment comaçònic. No estaven d'acord amb els principis teosòfics i de govern de l'organització comaçònica i volien tornar al funcionament tradicional de la maçoneria anglesa. El líder i el primer gran mestre n'era el rector de l'església de Sant Ethelburg de la ciutat de Londres. El rector va renunciar a l'orde el 1912. La segona, i totes les altres grans mestres de l'orde, han estat dones.
Les sancions de la gran Lògia Unida d'Anglaterra (GLUI), per a qualsevol dels seus membres, que estavan associats als cossos irregulars de la francmaçoneria, incloent aquells cossos que admetien dones, significava que hi havia pocs candidats masculins després de 1910.
El 1920, es va enviar una petició de l'ordre a la GLUI, per fer efectiu el seu reconeixement i per poder confiar en els cossos maçònics, però aquesta petició va ser rebutjada. Després d'això els homes ja no van ser acceptats com a candidats en l'orde, encara n'hi havia alguns que, en lloc de distanciar-se de la seva pròpia obediència, van optar per romandre en els seus llocs. El 1935Peter Slingsby, el gran secretari, va morir, i l'altre oficial de la gran Lògia dels representants masculins dels grans mestres, Peter Birchall, va presentar la renúncia; a partir d'aquesta data, l'orde ha estat exclusivament femení.
En l'actualitat, les relacions amb la GLUI són cordials. El 1913, els membres d'un petit grup que volia introduir-hi el grau de l'arc reial sant d'una manera poc ortodoxa, van ser expulsats de l'orde i van fundar el seu propi orde femení, l'Honorable Fraternitat de Maçons Antics. El grau de l'arc reial sagrat va ser introduït legítimament el 1929 i el grau de la marca el 1946. Els altres diplomes superiors i la simbologia complementària, inclosos els graus de cavalleria, es van introduir a la fi de 1940 i 1950. Tots aquests graus són administrats per la mateixa gran mestra, que té la missió de protegir els graus d'ofici.
L'Honorable Fraternitat de Maçons Antics va ser anomenada el 1958 com "Orde de les dones maçones", per estar formada per membres del sexe femení, i per aquest nom es coneix avui dia l'orde al Regne Unit. L'orde està format actualment per unes 300 membres que treballen en tallers, que tenen les seves seus a les Illes Britàniques, Austràlia, Canadà, Sud-àfrica, l'estat espanyol i Zimbàbue. Hi ha al voltant de 7.250 membres en el darrer recompte. La seu de l'administració de la gran Lògia i el gran temple es troba en el número 27, de Pembridge Gardens, al barri de Notting Hill Gate, a Londres. L'operació i l'establiment de l'orde estan en paral·lel amb la gran Lògia Unida d'Anglaterra.

## Grans mestres de l'orde
L'actual gran mestra n'és Brenda Irene Fleming-Taylor
- William Frederick Cobb, 1908-1912
- Marion Lindsay Halsey, 1912-1927
- Adelaida Margarida Litten, 1928-1938
- Lucy Bertram O'Hea, 1938-1948
- Mary Gordon Muirhead Hope, 1948-1964
- Mildred Rhoda Baixa, 1964-1976
- Frances Saló, 1976-1989
- Brenda Irene Fleming-Taylor, 1989-...